# 우안 우크라이나

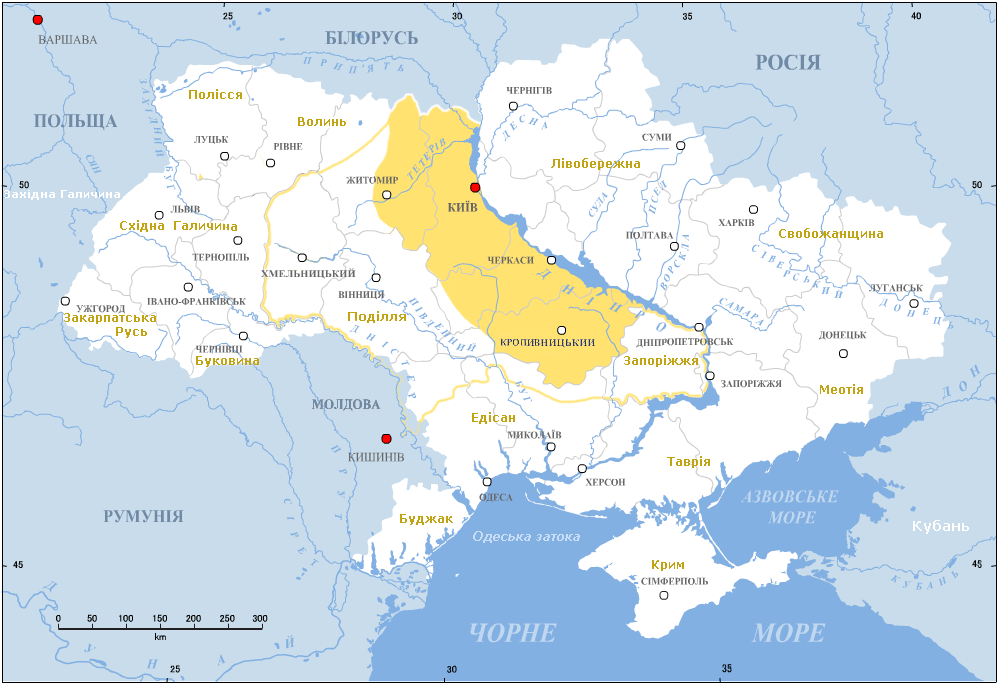
우안 우크라이나.

우안 우크라이나(우크라이나어: Pravoberezhna Ukrayina; 러시아어: Pravoberezhnaya Ukraina; 폴란드어: Prawobrzeżna Ukraina)는 드네프르강(Dnieper River) 오른쪽(지도상에서 왼쪽)에 위치한 우크라이나 일부를 가리키는 역사적 지명이다. 현재의 볼린주(Volyn Oblast), 리비우주(Rivne Oblast), 빈니차주(Vinnitsa Oblast), 지토미르주(Zhytomyr Oblast), 키로보흐라드주(Kirovohrad Oblast), 키예프주(Kiev Oblast), 체르카시주(Cherkasy Oblast), 테르노필주(Ternopil Oblast)에 해당한다. 우안 우크라이나는 '파멸기(The Ruin, 1657-1687)' 중 좌안 우크라이나에서 분리되었다.
1667년 안드루소보 조약(Treaty of Andrusovo)으로 좌안 우크라이나는 러시아 차르국에 합병되었지만 우안 우크라니아(키예프 제외)는 폴란드-리투아니아 연방에 그대로 남았다. 5년 뒤인 1672년, 포돌리아(Podolia)는 오스만 제국에 점령되었다. 키예프와 브라츨라프(Braclav)는 오스만이 두 도시를 점령하는 1681년까지 헤트만(Hetman)인 페트로 도로셴코(Petro Doroshenko, 1627-1698)가 다스렸다. 이후 신성 동맹이 빈 전투(1683년)에서 오스만 제국에게 승리한 뒤 체결된 카를로비츠 조약(Treaty of Karlowitz, 1699)으로 이 지역은 폴란드-리투아니아 연방에 반환되었다. 18세기 동안 이 지역에서 두 차례 코사크 봉기가 일어났다. 1793년 제2차 폴란드 분할로 우안 우크라이나는 러시아에 합병되었고 소러시아(Little Russia)의 일부가 되었다.
19세기 이 지역 인구의 대다수는 우크라이나인이었지만 토지의 대부분은 폴란드인이나 폴란드에 동화된 우크라이나인이 소유했다. 많은 마을과 도시에 상당한 수의 유대인들이 있었다. 폴란드어를 쓰는 귀족(슐라흐타(Szlachta)) 대부분은 로마 가톨릭을 믿었다. 소작농 대부분은 18세기에 그리스 정교도가 되었다가 폴란드 분할 이후 대다수가 동방 정교(Orthodoxy)로 되돌아 갔다. 우안 우크라이나는 각자의 관청(키예프, 볼히니아(Volhynia), 포돌리아)을 가진 세 지역으로 나뉘었다.

## 같이 보기
- 좌안 우크라이나

## 참조
1. ↑  Orest Subtelny; Ukraine History; University of Toronto Press; 2000. ISBN 0-8020-8390-0. pp 117-145-146-148